# Belén Pampa
Belén Pampa (auch: Estancia Tolokho) ist eine Ortschaft im Departamento Potosí im Hochland des südamerikanischen Andenstaates Bolivien.

## Lage im Nahraum
Belén Pampa liegt in der Provinz Tomás Frías und ist die drittgrößte Siedlung im Cantón Salinas de Yocalla im Municipio Yocalla. Die Ortschaft liegt auf einer Höhe von 3977 m an einem linken Seitenfluss des Río Pilcomayo.

## Geographie
Belén Pampa liegt am Ostrand des bolivianischen Altiplano vor der Anden-Gebirgskette der Cordillera Central.
Die mittlere Jahrestemperatur der Region liegt bei etwa 11 °C (siehe Klimadiagramm Potosí), der Jahresniederschlag beträgt etwa 350 mm. Die Region weist ein ausgeprägtes Tageszeitenklima auf, die Monatsdurchschnittstemperaturen schwanken nur unwesentlich zwischen 8 °C im Juni/Juli und 13 °C von November bis März. Die Monatsniederschläge liegen zwischen unter 10 mm in den Monaten Mai bis September und knapp 80 mm im Januar und Februar.

## Verkehrsnetz
Belén Pampa liegt in einer Entfernung von 65 Straßenkilometern nordwestlich von Potosí, der Hauptstadt des gleichnamigen Departamentos.
Von Potosí aus führt die Nationalstraße Ruta 1 in nördlicher Richtung über Yocalla weiter nach Poopó, Oruro und El Alto, der Nachbarstadt von La Paz, und nach Desaguadero am Titicacasee.
19 Kilometer nördlich von Yocalla biegt eine unbefestigte Nebenstraße in westlicher Richtung von der Ruta 1 ab und erreicht Belén Pampa nach einem Kilometer.

## Bevölkerung
Die Einwohnerzahl des Ortes ist in dem Jahrzehnt zwischen den beiden letzten Volkszählungen um ein Fünftel angestiegen:
| Jahr | Einwohner         | Quelle       |
| ---- | ----------------- | ------------ |
| 1992 | keine Detaildaten | Volkszählung |
| 2001 | 274               | Volkszählung |
| 2012 | 324               | Volkszählung |
| 2024 |                   | Volkszählung |

Die Region weist einen deutlichen Anteil an Quechua-Bevölkerung auf, im Municipio Yocalla sprechen 94,5 Prozent der Bevölkerung Quechua.